# 拉拉韋區
14°23′35″S 38°16′05″E / 14.393°S 38.268°E

拉拉韋區（葡萄牙語：Lalaua），是莫桑比克的行政區，位於該國東北部，由楠普拉省負責管轄，首府設於拉拉韋，面積4,378平方公里，2007年人口73,536，人口密度每平方公里17人。